# 전주이씨대동종약원
전주이씨대동종약원(全州李氏大同宗約院)은 1956년 설립된 전주이씨의 연합 종친회이다. 전주이씨 5대 제향-조경단 대제, 환구대제, 종묘대제, 사직대제, 건원릉대제과 칠궁제를 주관하는 단체이며, 원사(院舍)는 지상5층, 지하1층 규모의 건물로 서울특별시 종로구 와룡동 139번지 이화회관(李花會館)에 있다.

## 역대 총재
- 초대 : 의친왕 이강 : 1922-1955
- 2대 :  영친왕 이은 : 1966-1970
- 3대 :  황세손 이구 : 1973-2005

## 역대 이사장
- 초대: 이범승 1956~1958
- 2대: 이기붕 1958-1959
- 3대~5대: 이세정 1962-1970
- 6대: 이건웅 1970-1970
- 7대: 이수길 1971-1974
- 8대: 이봉우 1975-1977
- 9대~13대: 이재형 1977-1992
- 14대-15대: 이범준 1992-1996
- 16대-20대: 이환의 1996-2011
- 21대-24대: 이태섭 2011-2019
- 25대-27대: 이귀남 2019~ 현재

## 전주이씨대동종약소(1922)
1922년 고종의 차남 의친왕은 전국의 전주이씨 백만명의 대종회인 전주이씨대동종약소를 설립한다.  1923년 의친왕의 형 순종은 황실 자금 300원을 전주이씨대동종약소에 지원하기도 하였다.  전주이씨대동종약소는 광복 후에도 유지가 되었으나, 총재 의친왕이 1955년 사망하기까지 기다리다가 1956년, 이승만 정권에서 전주이씨대동종약소 조직을 사단법인화하여 전주이씨대동종약원으로 명칭을 변경하고 전주이씨의 종가집인 황실가(영친왕, 이방자, 덕혜옹주, 이건 등)를 국내입국금지 조치를 하였다.

## 같이 보기
- 조선왕조
- 대한제국
- 환구단
- 대한제국의 황실 수장
- 이원 - 2005년 전주이씨대동종약원은 총재였던 영친왕과 이방자의 아들 이구가 후사없이 별세하자 의친왕가에서 양자를 들였어야 했고, 의친왕의 장손 이준은 "형 의친왕의 종손이 동생 영친왕의 양손으로 가는 것은 예법에 어긋난다"며 거절, 차기 서열 이원을 이구의 사후 양자로 제사 전반을 주재하는 제주 역할인 황사손(皇嗣孫)으로 지명하였다.
- 이해원 - 2006년 9월 29일 이원을 황사손으로 지명한 전주이씨대동종약원에 반발한 종친들이 "문화 대한제국" 단체를 결성하여 여황(女皇)으로 이해원을 추대하고 대한제국 황실의 복원을 주장하였다.
- 이석 - 히트곡 '비둘기집'을 불러 '노래하는 황손'으로 알려진 가수로 황실 후손 중에서 가장 대중적 인지도가 높다.  전북특별자치도 전주시의 지원을 받으며 한옥마을 내 거주하며 전주 관광을 증진시키고 있다.  전주이씨대동종약원이 황실 가족들의 동의없이 이원을 황사손으로 지명한데 불만을 품고, 2018년 재미교포 앤드류 리를 양자로 삼아 황태자로 임명하였다.
- 이준 - 1922년 전주이씨대동종약소를 설립한 의친왕의 장손으로, 대한제국 황실 후손들을 이끌고 있다.  의친왕의 후손들과 독립운동가의 후손들이 결성한 의친왕기념사업회 회장으로 활동 중이다.

## 참고 자료
- 「손 안의 박물관」, 종묘(삶과 죽음을 초월한 영원의 공간), 이광표 저, 효형출판(2006년, - 81~90p)